# Apocuma brasiliense
Apocuma brasiliense är en kräftdjursart som beskrevs av Jones 1973. Apocuma brasiliense ingår i släktet Apocuma och familjen Bodotriidae. Inga underarter finns listade i Catalogue of Life.